# Benátky (okres Svitavy)
Obec Benátky (německy Benatek) se nachází v okrese Svitavy v Pardubickém kraji. Leží 2,5 km jihovýchodně od Litomyšle. Žije zde 403 obyvatel.

## Historie
První písemná zmínka o obci pochází z roku 1547.
Právo užívat znak a vlajku bylo obci uděleno rozhodnutím Poslanecké sněmovny Parlamentu České republiky dne 18. června 2003.

## Obyvatelstvo
| Rok            | 1869 | 1880 | 1890 | 1900 | 1910 | 1921 | 1930 | 1950 | 1961 | 1970 | 1980 | 1991 | 2001 | 2011 | 2021 |
| -------------- | ---- | ---- | ---- | ---- | ---- | ---- | ---- | ---- | ---- | ---- | ---- | ---- | ---- | ---- | ---- |
| Počet obyvatel | 484  | 490  | 507  | 468  | 451  | 431  | 456  | 325  | 308  | 305  | 288  | 255  | 300  | 350  | 374  |
| Počet domů     | 78   | 78   | 78   | 79   | 80   | 81   | 86   | 85   | 79   | 80   | 76   | 90   | 99   | 120  | 132  |

## Pamětihodnosti
- Boží muka u silnice z Litomyšl]
- Kaplička
- Kříž proti kapličce
- Empírová škola (zmodernizována)
- Několik mlýnů a architektonicky hodnotných usedlostí

## Galerie

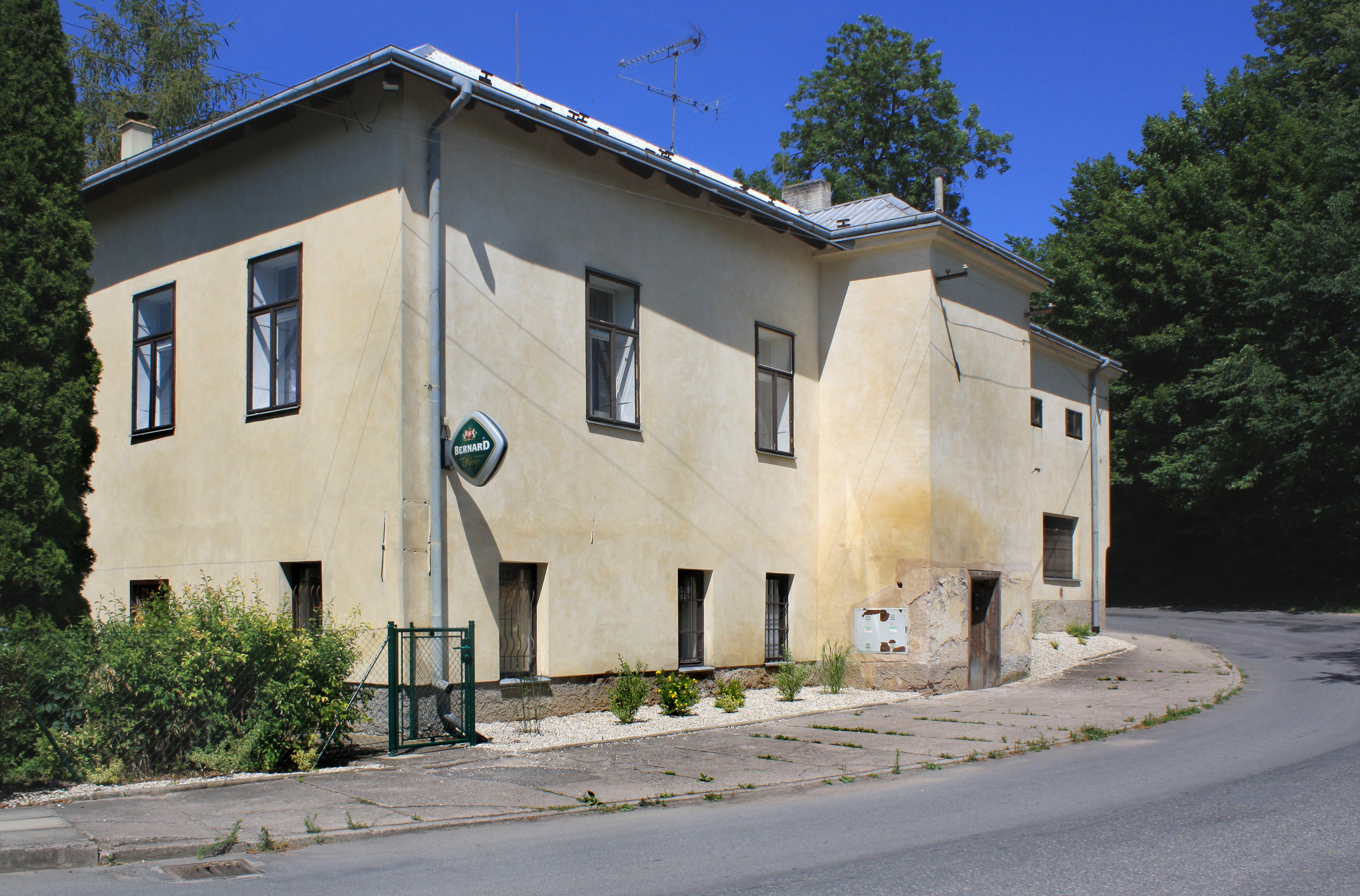
Restaurace u hlavní silnice
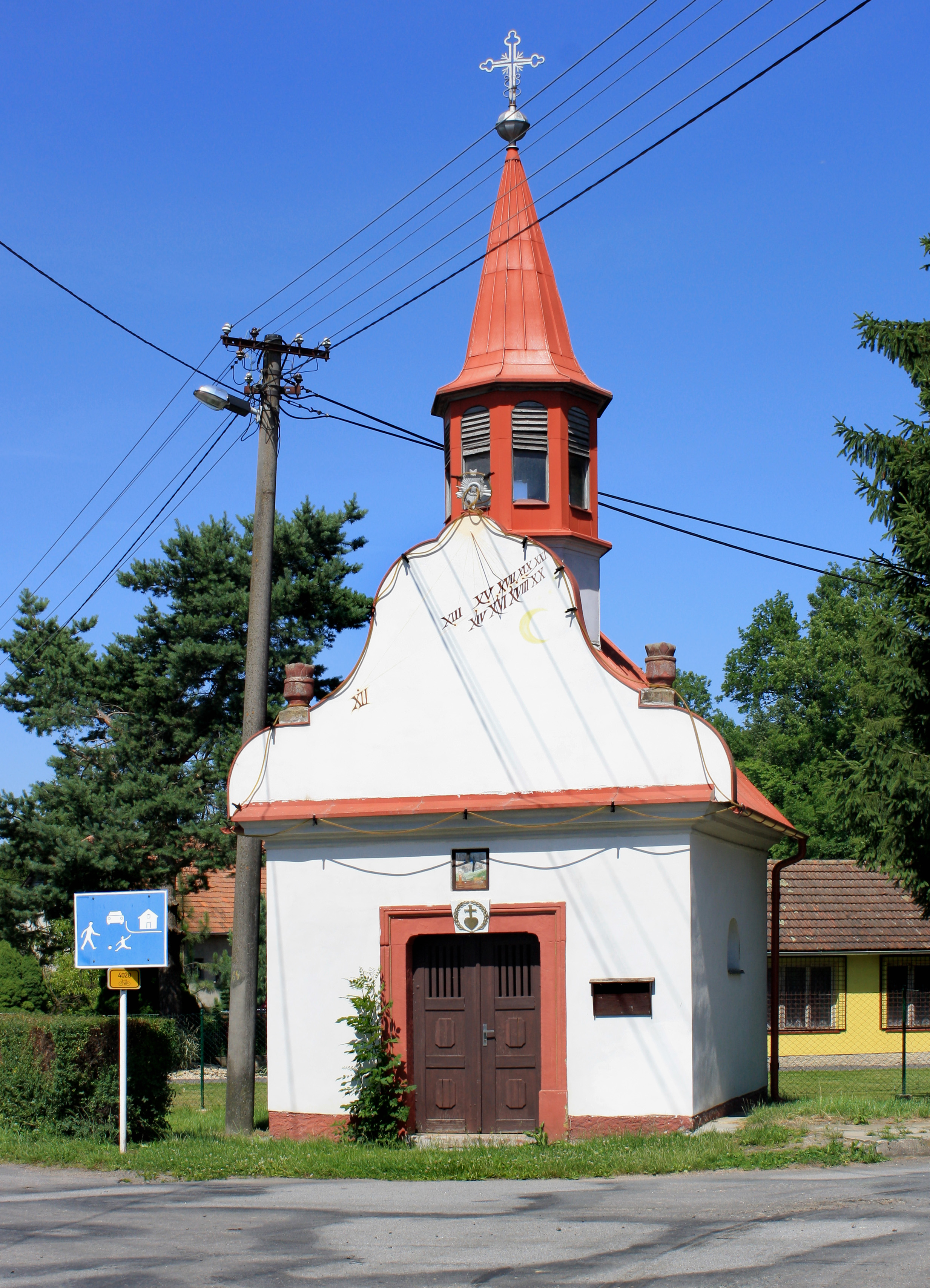
Kaplička se slunečními hodinami
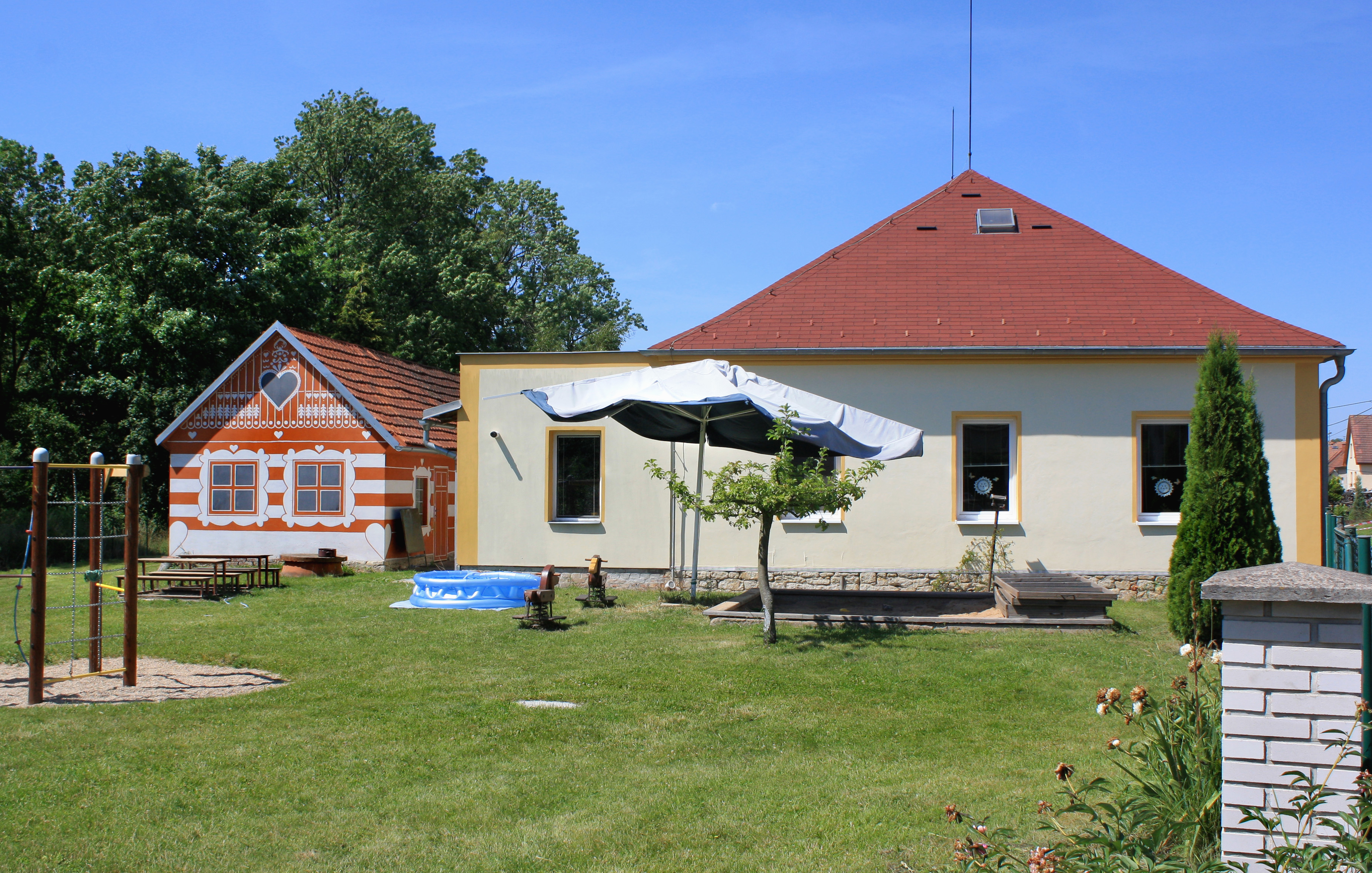
Mateřská škola s chaloupkou
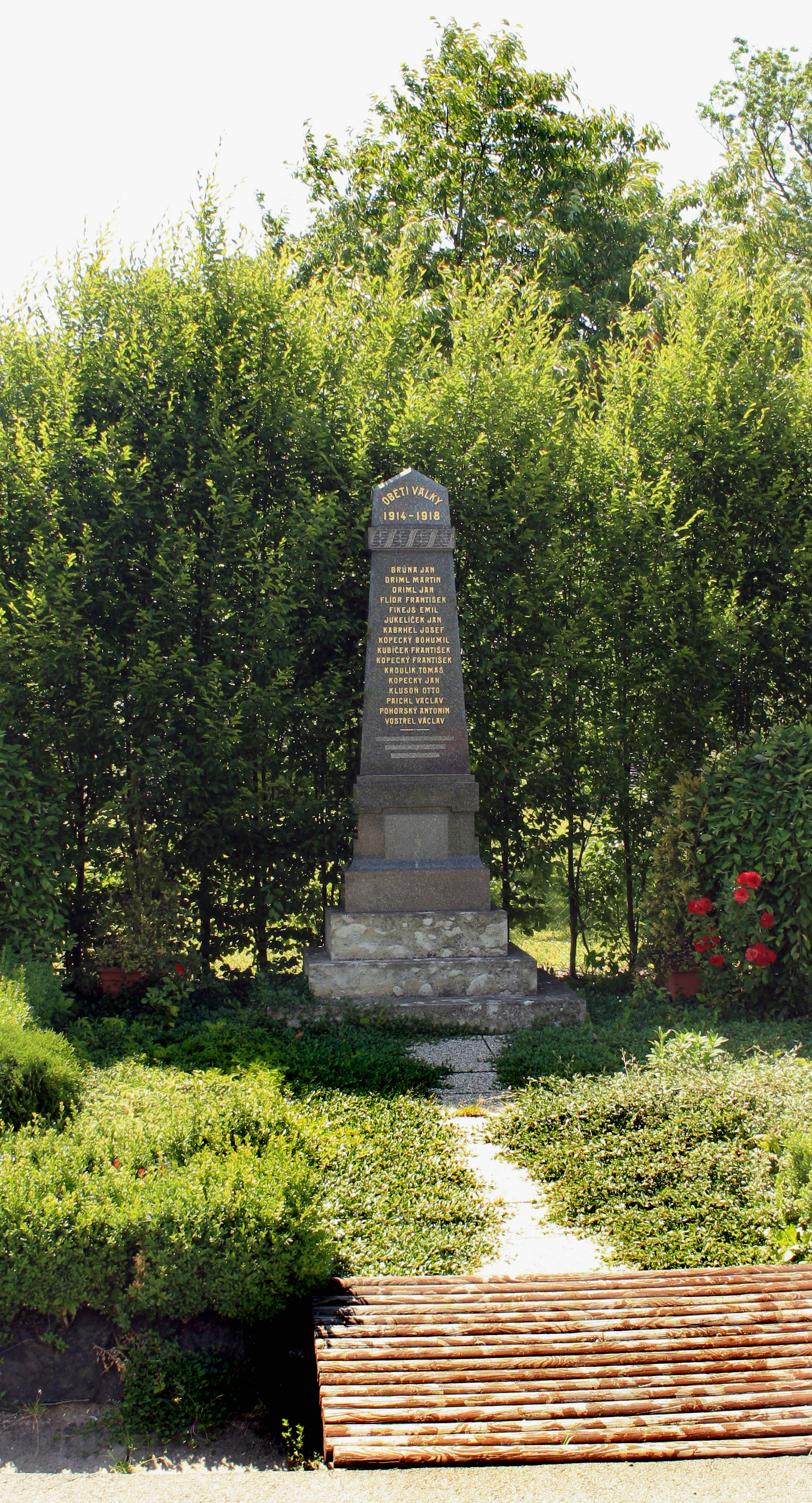
Památník obětem první světové války